# 格尔必齐河
格尔必齐河（羅馬化：Reka Gorbitsa）亦称郭尔毕擦河，位於俄羅斯外贝加尔边疆区，黑龙江（俄语称阿穆尔河）正源石勒喀河左岸支流，距离石勒喀河与额尔古纳河交汇处约100英里，为长度仅有几十公里的短小河流，因1869年清朝与沙皇俄国签订的《尼布楚条约》中，规定该河流为两国边界而知名。

## 尼布楚条约
尼布楚条约中第一条规定：从黑龙江支流格尔必齐河到外兴安岭直到海，岭南属于中国（清朝），岭北属于俄罗斯帝国。格尔必齐河为石勒喀河左岸支流，在格尔必齐河注入石勒喀河处建分界石碑，黑龙江将军每年派官兵巡查边界。

## 位置与争议
《尼布楚条约》中写道：“以流入黑龙江之绰尔纳河，即鞑靼语所称乌伦穆河附近之格尔必齐河为两国之界。格尔必齐河发源处为石大兴安岭，此岭直达于海，亦为两国之界。” 绰尔纳河即今日乔尔纳亚河（Reka Chernaya），格尔必齐河注入石勒喀河处今日有村落名为格尔必齐（俄語：Горбица，羅馬化：Gorbitsa，53°06′N 119°13′E / 53.100°N 119.217°E）。
不过因格尔必齐河在今日地图中亦难寻踪迹，加之中外诸多典籍和地图中记载各有出入，其中部分古籍中以安巴格尔必齐河（安巴为满语“大”之意）为中俄界河，而安巴格尔必齐河更可能为一条更大的河流，即今日阿马扎尔河（Reka Amazar，位于石勒喀河与额尔古纳河交汇处下游左岸）。
德国地理学家拉文施泰因在1861年的著作里也曾经写道有两条格尔必齐河，他认为上格尔必齐河位于石勒喀河-额尔古纳河交汇处上游100英里，今日在乔尔纳亚河（Reka Chernaya），而下格尔必齐河位于这两条河流下游25英里，即今日阿马扎尔河（Reka Amazar）。拉文施泰因认为下格尔必齐河（阿马扎尔河）是真正的格尔必齐河。然后他讲述了一个故事，大意是大约1710年，一个通古斯人被遗弃到了俄罗斯边境。他声称上格尔必齐河是真正的边界，以此逃避被遣返。中国人对此很满意，并移动了界石。